# Список электростанций Таджикистана
По данным Электроэнергетического Совета СНГ суммарная установленная мощность электростанций Таджикистана на конец 2014 года составляла 5 457 МВт, в том числе 418 МВт — мощность тепловых электростанций, 5 039 МВт — гидроэлектростанций. В 2022 году электростанции Таджикистана выработали суммарно 21,4 млрд кВт⋅ч электрической энергии.
Энергосистема Таджикистана состоит из двух составных частей — западной и восточной (Памирской) энергосистем, работающих изолированно.
В списке перечисляются электростанции Таджикистана. Список сортирован по видам электростанций. Установленная мощность и структура собственности электростанций приводится в соответствии с официальными годовыми отчётами генерирующих компаний.
В списке приводится современное наименование электростанций, при необходимости указываются и исторические (времён СССР) наименования.

## Гидроэлектростанции
ГЭС являются базовыми генерирующими источниками страны. Суммарная установленная мощность действующих станций Вахшского каскада составляет 4 745 МВт. Каскад состоит из семи действующих станций, Рогунская ГЭС (3600 МВт) находится на этапе строительства, Шуробская ГЭС (862,5 МВт) — проектируется. При полностью реализованном каскаде мощность достигнет 9 207,5 МВт.
| №  | Название                               | Собственник                             | Установленная мощность, МВт | Область                               | Река                         | Источник |
| -- | -------------------------------------- | --------------------------------------- | --------------------------- | ------------------------------------- | ---------------------------- | -------- |
| 1  | Нурекская ГЭС                          | ОАХК «Барки Точик»                      | 3000                        |                                       | Вахш                         | ✓        |
| 2  | Сангтудинская ГЭС-1                    | ОАО «Сангтудинская ГЭС-1»               | 670                         | Хатлонская область                    | Вахш                         | ✓        |
| 3  | Байпазинская ГЭС                       | ОАХК «Барки Точик»                      | 600                         |                                       | Вахш                         | ✓        |
| 4  | Сарбандская ГЭС Каскада Вахшских ГЭС   | ОАХК «Барки Точик»                      | 240                         |                                       | Вахш                         | ✓        |
| 5  | Сангтудинская ГЭС-2                    | Сангоб (Иран)                           | 220                         |                                       | Вахш                         | ✓        |
| 6  | Кайраккумская ГЭС (Кайрак-Кумская ГЭС) | ОАХК «Барки Точик»                      | 126                         | Согдийская область                    | Сырдарья                     | ✓        |
| 7  | Шаршара ГЭС Каскада Вахшских ГЭС       | ОАХК «Барки Точик»                      | 29,95                       |                                       | Магистральный Вахшский канал | ✓        |
| 8  | Памирская ГЭС-1                        | ОАО «Памирская энергетическая компания» | 28                          | Горно-Бадахшанская автономная область | Гунт                         | ✓        |
| 9  | Центральная ГЭС Каскада Вахшских ГЭС   | ОАХК «Барки Точик»                      | 15,1                        |                                       | Магистральный Вахшский канал | ✓        |
| 10 | Варзоб ГЭС-2                           | ОАХК «Барки Точик»                      | 14,7                        | г. Душанбе                            | Варзоб                       | ✓        |
| 11 | Варзоб ГЭС-1                           | ОАХК «Барки Точик»                      | 9,5                         | г. Душанбе                            | Варзоб                       | ✓        |
| 12 | Хорогская ГЭС                          | ОАО «Памирская энергетическая компания» | 9                           | Горно-Бадахшанская автономная область | Гунт                         | ✓        |
| 13 | Варзоб ГЭС-3                           | ОАХК «Барки Точик»                      | 3,52                        | г. Душанбе                            | Варзоб                       | ✓        |

1. ↑  По другим данным — 2700 МВт.
2. ↑  По истечении 12 лет эксплуатации Сангтудинская ГЭС-2 будет передана Группе Барки Точик.
3. ↑  Вода поступает в Магистральный Вахшский канал ниже Головной ГЭС и возвращается в русло реки Вахш до ее слияния с рекой Пяндж.

## Тепловые электростанции
В Таджикистане эксплуатируется 3 тепловые электростанции (теплоэлектроцентрали).
| № | Название           | Собственник                                              | Топливо | Установленная мощность, МВт | Область    | Источник |
| - | ------------------ | -------------------------------------------------------- | ------- | --------------------------- | ---------- | -------- |
| 1 | Душанбинская ТЭЦ-2 |                                                          |         | 400                         |            | ✓        |
| 2 | Душанбинская ТЭЦ   | ОАО «Душанбинская ТЭЦ» (в управлении ОАХК «Барки Точик») |         | 198                         | г. Душанбе | ✓        |
| 3 | Яванская ТЭЦ       | ОАО «Яванская ТЭЦ» (в управлении ОАХК «Барки Точик»)     |         | 120                         |            | ✓        |

1. ↑  Проектная мощность — 400 МВт.